# گودمن براون جوان
گودمن براون جوان (انگلیسی: Young Goodman Brown) یک داستان کوتاه منتشرشده در سال ۱۸۳۵ توسط نویسندهٔ آمریکایی ناتانیل هاوثورن است. داستان در قرن ۱۷ میلادی در نیوانگلند پیوریتن اتفاق می‌افتد، مکان داستان تم معمول آثار هاوثورن است. هاوثورن باورهای پیوریتن و کالوینیسم که اعتقاد داشتند بر اینکه بشریت در تباهی کامل قرار دارد، به جز برای افرادی که با لطف الهی به دنیا آمده‌اند، خطاب قرار می‌داد. هاوثورن به‌طور مکرر سعی می‌کرد که دورویی جامعه پیوریتن را در ادبیات خود نمایش دهد. داستان به شکل نمادین، ماجراهای سفر یانگ گودمن براون در خویشتن‌بینی و در پایان از دست دان تقوا و باورهای او را دنبال می‌کند.